# Jean-Jacques Feuchère

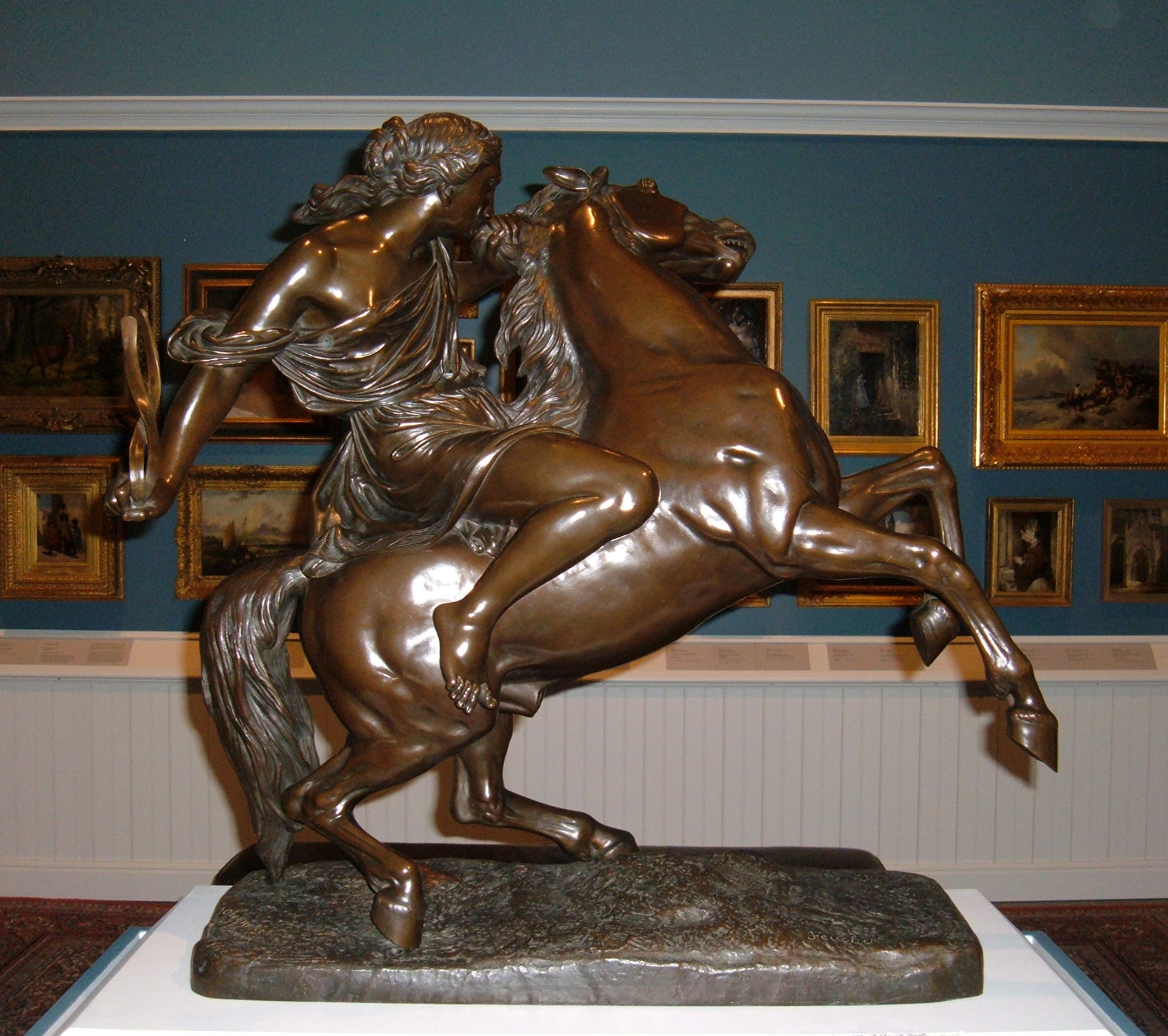
Feuchère: Amazone domptant un cheval sauvage, Louvre

Jean-Jacques Feuchère (24. srpna 1807 – 26. července 1852) byl francouzský sochař.

## Výběr z díla
- Le passage du pont d'Arcole le 15 novembre 1796, na Vítězném oblouku, Paříž
- Satan, v Louvru, Paříž
- Vase aux chauves-souris, v Louvru, Paříž
- Amazone domptant un cheval sauvage, v Louvru, Paříž
- Histoire naturelle, alegorická socha na Cuvierově fontáně, Paříž
- Cavalier arabe, most Iéna, Paříž
- La Loi, alegorie, Place du Palais Bourbon, Paříž
- Socha Jeanne d'Arc, radnice v Rouenu
- Socha Marie Stuartovny, Jardin du Luxembourg, Paříž
- Busta Pierra Simona de Laplace, Palais du Luxembourg, Paříž
- Socha Jacquese Bénigna Bossueta, na fontáně Saint-Sulpice, Paříž